# François du Bourg
Pour les articles homonymes, voir Dubourg.
 François du Bourg  (né vers 1515, mort en 1568) est un ecclésiastique qui fut évêque de Rieux de 1537 à 1568.

## Biographie
François du Bourg est le fils du chancelier de France Antoine du Bourg et de son épouse Anne ou Jeanne Henard. Il est le frère ainé de son futur successeur Jean-Baptiste du Bourg. Conseiller du roi et maître des requêtes, il conserve ses charges lorsqu'il est désigné par le roi comme évêque de Rieux en 1537 et reçoit en commende en juin 1538 l'abbaye Saint-Euverte d'Orléans et Saint-Lô dans le diocèse de Coutances. Il est consacré en 1542 par l'évêque d'Angers. Il fait établir les statuts de son diocèse de Rieux et fait fondre deux grandes cloches pour la cathédrale de la Nativité-de-Marie de Rieux.
En 1564, il cède son évêché à Louis-Ricard de Gourdon de Genouillac de Vaillac, l'évêque de Tulle, qui reçoit ses bulles pontificales mais le roi refuse cette nomination et désigne en 1566 comme évêque de Rieux Jean-Baptiste du Bourg, le propre frère de l'évêque qui meurt à Rieux en 1568. Il est inhumé dans sa cathédrale devant l'autel de la Paroisse.